# Le Bal du comte d'Orgel
Pour les articles homonymes, voir Le Bal du comte d'Orgel (homonymie).
Le Bal du comte d'Orgel est un roman de l'écrivain français Raymond Radiguet, paru en juillet 1924, peu de temps après sa mort. Portant sur un triangle amoureux, cet ouvrage est considéré comme un chef-d'œuvre du roman moraliste. L'action se déroule dans le Paris des Années folles, son écriture est fortement orientée sur une analyse de la psychologie des personnages.

## Résumé
En 1920, à Paris, François de Séryeuse, jeune étudiant issu de la vieille noblesse féodale et le comte Anne d'Orgel, venu de la noblesse de cour, se lient d'amitié dans le but initial de jouer Paul Robin, ami commun et diplomate, le soir d'un spectacle chez Medrano. C'est à cette occasion que l'étudiant rencontre la femme du comte, Mahaut d'Orgel, dont il tombe immédiatement amoureux. Ne s'avouant pas ce sentiment et voulant faire bonne figure auprès d'Anne qu'il apprécie beaucoup en tant qu'ami, il est dès lors de toutes les activités des Orgel, devenant rapidement un intime de la maison.
François fait rencontrer les Orgel à sa mère, Mme de Séryeuse, jeune veuve, avec laquelle il a du mal à communiquer. Anne découvre un lointain cousinage entre François et Mahaut, descendante des Grimoard de la Verberie, lien très ténu qui fait pourtant sursauter les deux êtres. L'amitié d'Anne et les bonnes dispositions de sa mère face aux Orgel rapprochent un peu plus chaque jour François et Mahaut. Cette dernière, aimant son mari d'un amour doux, ne comprend pas les sentiments que lui fait ressentir François.
Après des vacances d'été passées chacun de son côté dans l'attente des nouvelles de l'autre, Mahaut parvient à s'avouer ce qu'elle éprouve pour François. Ne sachant que faire face à cette émotion, elle confie son amour à Mme de Séryeuse. Celle-ci, peu habile, annonce à François ce qui devait être tu, ce qui le pousse à faire ce que Mahaut redoutait : poursuivre la relation amicale avec Anne. Ce dernier, lors de la soirée de préparation de leur bal, se ridiculise aux yeux de François en se moquant d'un prince étranger. Mahaut en est offusquée, mais se contraint finalement à encourager son mari, sachant que son geste éloignera définitivement François. Le jeune homme ne s'en va pas dégoûté, mais seulement avec une profonde tristesse. Mahaut décide d'avouer ses affres à son mari, qui pense à un malentendu, et ne prend pas au sérieux cet aveu.

## Thèmes développés
- « Roman où c'est la psychologie qui est romanesque »[1] selon Jean Cocteau, Radiguet met avant tout l'accent sur la psychologie de ses personnages. Occupant la grande majorité de ses écrits, il explique ce qui se passe dans leur tête, éclairant de ses commentaires leurs décisions, leurs omissions et leurs comportements. « Ces énoncés sentencieux, qui révèlent la présence triomphante de l'auteur, seul capable d'analyser les mécanismes psychologiques qui échappent aux personnages »[2], sont ainsi nombreux dans le texte.
- Dans le premier chapitre de l'ouvrage, Radiguet fait la généalogie des familles de ses héros. Il ne manque pas de citer la parenté entre les Grimoard de la Verberie[3] et les Tascher de la Pagerie, « famille de Joséphine de Beauharnais, à laquelle disait se rattacher la mère de Radiguet »[2].
- Les rares éléments de paysage ont trait aux bords de Marne et aux promenades champêtres, activité appréciée tant par Séryeuse que par Mahaut.
- L'environnement social est la bourgeoisie et la noblesse parisiennes de l'après-guerre. Le contexte historique est  juste évoqué. La Première Guerre mondiale et la Révolution russe sont effleurées, au hasard des rencontres. On est dans un après-guerre frivole, où on ne pense qu'à faire la fête autant que possible.
- En contrepoint, le personnage de Paul Robin incarne l'arriviste[4] maladroit, qui rate toutes ses entreprises, doublé par la spontanéité de François. Selon M. Galichon-Brasat, « à travers ce personnage, Radiguet condamne la catégorie des calculateurs dont le modèle serait le Rastignac de Balzac »[2].

## Autour du roman
- Le roman a connu plusieurs versions, la première faisant plus de quatre cents pages[2], avant de passer chez l'imprimeur. La version finalement éditée par Grasset l'a été à titre posthume, Radiguet s'étant éteint après une fièvre typhoïde foudroyante.
- Écrit par Radiguet, le texte a été relu et corrigé par Cocteau et Kessel[2]. Cocteau a beaucoup aidé Radiguet dans sa rédaction, de telle sorte que les critiques ont pu écrire au moment de la sortie de l'ouvrage : « C'est du très bon Cocteau »[2]. Jacques-Émile Blanche avait également entamé la relecture des épreuves, juste avant sa mort.
- Le roman de Radiguet a plusieurs niveaux de lecture. Il peut s'agir d'un « roman d'amour chaste », mais Cocteau indique, dans la préface de l'édition de 1924, que « la convention et la bienséance, ici, couvrent la plus trouble et la plus licencieuse des chastetés ». Nadia Odouard, citée par Galichon-Brasart pour sa monographie psychanalytique[5] sur les œuvres de Radiguet, spécule sur la dimension homosexuelle du Bal, « rappel de la relation amoureuse Radiguet/Cocteau -, en étudiant notamment le curieux jeu onomastique, qui attribue au mari et à l'amant des noms féminins ou féminisés — « Séryeuse », « Anne » — et à la femme, inversement, un prénom — « Mahaut » — aux sonorités masculines »[2].
- Radiguet a puisé son inspiration un peu dans son histoire — la dimension autobiographique est largement moindre que dans Le Diable au corps — et pour beaucoup dans la littérature moraliste du XVIIe siècle. Notamment, il ne s'est pas caché de ses références à La Princesse de Clèves de Madame de Lafayette.
- Une adaptation cinématographique a été réalisée par Marc Allégret en 1970, Le Bal du comte d'Orgel, avec Jean-Claude Brialy dans le rôle d'Anne d'Orgel.
- Le château de la Solitude en ruine au Plessis-Robinson et l'Hôtel de Masseran semblent avoir servi d'inspiration pour la demeure des Orgel et le cadre général du récit.